# Gibuti ai Giochi della XXXIII Olimpiade
Il Gibuti ha partecipato ai Giochi della XXXIII Olimpiade, svoltisi a Parigi dal 26 luglio all'11 agosto 2024, con una delegazione di 7 atleti, 5 uomini e 2 donne in 3 discipline.

## Delegazione
| Sport            | Uomini | Donne | Totale |
| ---------------- | ------ | ----- | ------ |
| Atletica leggera | 3      | 1     | 4      |
| Judo             | 1      | 0     | 1      |
| Nuoto            | 1      | 1     | 2      |
| Totale           | 5      | 2     | 7      |

## Risultati

### Atletica leggera
| Q | Qualificato al turno successivo per la posizione in qualificazione                                                           |
| q | Qualificato per il turno successivo per ripescaggio o, negli eventi su campo, conquistando la misura minima per qualificarsi |

Maschile
Eventi su pista e strada
| Atleta                 | Evento       | Batterie  | Batterie  | Finale          | Finale          |
| Atleta                 | Evento       | Risultato | Posizione | Risultato       | Posizione       |
| ---------------------- | ------------ | --------- | --------- | --------------- | --------------- |
| Mohamed Ismail Ibrahim | 5000 m piani | 13'57"47  | 15º       | non qualificato | non qualificato |
| Abdi Waiss             | 5000 m piani | 14'11"88  | 11º       | non qualificato | non qualificato |
| Ibrahim Hassan         | Maratona     | —         | —         | 2'09"31         | 14              |

Femminile
Eventi su pista e strada
| Atleta              | Evento       | Batterie  | Batterie  | Finale          | Finale          |
| Atleta              | Evento       | Risultato | Posizione | Risultato       | Posizione       |
| ------------------- | ------------ | --------- | --------- | --------------- | --------------- |
| Samiyah Hassan Nour | 5000 m piani | 15'13"63  | 15ª       | non qualificata | non qualificata |

### Judo
Maschile
| Atleta                  | Evento | 32-esimi                   | 16-esimi             | Ottavi               | Quarti               | Semifinali           | Ripescaggio          | Med. bronzo          | Finale               | Posizione       |
| Atleta                  | Evento | Avversario Risultato       | Avversario Risultato | Avversario Risultato | Avversario Risultato | Avversario Risultato | Avversario Risultato | Avversario Risultato | Avversario Risultato | Posizione       |
| ----------------------- | ------ | -------------------------- | -------------------- | -------------------- | -------------------- | -------------------- | -------------------- | -------------------- | -------------------- | --------------- |
| Aden-Alexandre Houssein | −73 kg | M. Hristov (BUL) P (00-10) | non qualificato      | non qualificato      | non qualificato      | non qualificato      | non qualificato      | non qualificato      | non qualificato      | non qualificato |

### Nuoto
Maschile
| Atleta                 | Evento            | Batterie | Batterie  | Semifinali      | Semifinali      | Finale          | Finale          |
| Atleta                 | Evento            | Tempo    | Posizione | Tempo           | Posizione       | Tempo           | Posizione       |
| ---------------------- | ----------------- | -------- | --------- | --------------- | --------------- | --------------- | --------------- |
| Houmed Houssein Barkat | 50 m stile libero | 26"00    | 54º       | non qualificato | non qualificato | non qualificato | non qualificato |

Femminile
| Atleta      | Evento            | Batterie | Batterie  | Finale          | Finale          |
| Atleta      | Evento            | Tempo    | Posizione | Tempo           | Posizione       |
| ----------- | ----------------- | -------- | --------- | --------------- | --------------- |
| Nina Amison | 50 m stile libero | 33"65    | 75ª       | non qualificata | non qualificata |